# Dan Conners
Dan Conners (St. Marys, 6 febbraio 1940 – San Luis Obispo, 28 aprile 2019) è stato un giocatore di football americano statunitense che ha militato nel ruolo di linebacker per tutta la carriera con gli Oakland Raiders.

## Carriera
Conners giocò per tutta la carriera con gli Oakland Raiders dal 1964 al 1974, venendo convocato per tre volte per l'All-Star Game dell'American Football League dal 1967 al 1969. Con il club vinse il campionato AFL del 1967, battendo in finale gli Houston Oilers. La squadra fu poi battuta dai Green Bay Packers nel Super Bowl II dove partì come titolare. La sua carriera si chiuse con 15 intercetti e 3 touchdown in 141 presenze. La Pro Football Hall of Fame lo inserì nella seconda formazione ideale della lega di tutti i tempi.

## Palmarès

### Franchigia
- Campionati AFL : 1

Oakland Raiders: 1967

### Individuale
- AFL All-Star: 3

1967, 1968, 1969
- Seconda formazione ideale di tutti i tempi della AFL